# Gehyra
Gehyra (Gray, 1834) è un genere di piccoli sauri della famiglia dei Gekkonidi, diffusi in Madagascar, Asia e Oceania..

## Biologia
Sono gechi arboricoli, si nutrono di insetti.

## Tassonomia
Il genere Gehyra comprende 38 specie:
- Gehyra angusticaudata (Taylor, 1963)
- Gehyra australis Gray, 1842
- Gehyra baliola (Duméril, 1851)
- Gehyra barea Kopstein, 1926
- Gehyra borroloola King, 1984
- Gehyra brevipalmata (Peters, 1874)
- Gehyra butleri Boulenger, 1900
- Gehyra catenata Low, 1979
- Gehyra dubia Steindachner, 1867
- Gehyra fehlmanni (Taylor, 1962)
- Gehyra fenestra Mitchell, 1965
- Gehyra georgpotthasti Flecks, Schmitz, Böhme, Henkel & Ineich, 2012
- Gehyra interstitialis Oudemans, 1894
- Gehyra kimberleyi Börner & Schüttler, 1982
- Gehyra koira Horner, 2005
- Gehyra lacerata (Taylor, 1962)
- Gehyra lampei Andersson, 1913
- Gehyra lazelli (Wells & Wellington, 1985)
- Gehyra leopoldi Brongersma, 1930
- Gehyra marginata Boulenger, 1887
- Gehyra membranacruralis De Rooij, 1915
- Gehyra minuta Mitchell, 1965
- Gehyra montium Mitchell, 1965
- Gehyra multiporosa Doughty, Palmer, Sistrom, Bauer & Donnellan, 2012
- Gehyra mutilata (Wiegmann, 1834)
- Gehyra nana Storr, 1978
- Gehyra occidentalis King, 1983
- Gehyra oceanica (Tilesius Von Tilenau, 1820)
- Gehyra pamela King, 1982
- Gehyra papuana Meyer, 1874
- Gehyra pilbara Mitchell, 1965
- Gehyra punctata (Fry, 1914)
- Gehyra purpurascens Storr, 1982
- Gehyra robusta King, 1984
- Gehyra spheniscus Doughty, Palmer, Sistrom, Bauer & Donnellan, 2012
- Gehyra variegata (Duméril & Bibron, 1836)
- Gehyra vorax Girard, 1858
- Gehyra xenopus Storr, 1978